# Honeyania ragusana
Honeyania ragusana is een vlinder uit de familie van de spinneruilen (Erebidae).  De wetenschappelijke naam van deze soort is voor het eerst voorgesteld als Anthophila ragusana door Christian Friedrich Freyer in een publicatie uit 1844.

## Verspreiding
Deze soort komt voor in Zuid-Europa, Afrika, het Midden-Oosten, het Oriëntaals gebied, Japan, Australië, Fiji, Nieuw-Caledonië en de Nieuwe Hebriden.

## Waardplanten
De rups leeft op Gossypium sp. (Malvaceae).